# Paul Beisbarth
Paul Beisbarth (* 22. Oktober 1858; † nach 1935) war ein deutscher Unternehmer. Als  Pianofabrikant in Stuttgart hatte er seine Firma zur größten Pianofortefabrik in Süddeutschland vor dem Ersten Weltkrieg entwickelt. Gleichzeitig war er auch Konsul für Portugal.

## Leben
Er war der Sohn von Eduard Beisbarth, der von seinem Schwiegersohn Robert Lipp (1851–1883) die von dessen Vater Richard Lipp (1805–1874) bereits im November 1831 in Stuttgart gegründete Firma Richard Lipp übernahm, die sich auf die Herstellung von Klavieren und Pianofortes spezialisiert hatte und von ihm in Richard Lipp & Sohn umbenannt wurde.
Nach dem Besuch der Oberrealschule schlug Paul Beisbarth eine kaufmännische und technische Ausbildung ein. Im Anschluss hielt er sich längere Zeit in den USA und in England auf. Als sein Vater Eduard Beisbarth am 11. Mai 1893 starb, übernahm er die väterliche Pianofabrik. Im Juni 1898 wurde er in der Freimaurerloge Zu den 3 Cedern in Stuttgart zum Freimaurer aufgenommen. Im Jahre 1911 ließ Paul Beisbarth in Stuttgart-Feuerbach an der Ecke Werner-/Breite Straße ein neues Werksgebäude für die Pianofortefabrik errichten.
Zeitweise war Paul Beisbarth auch als Konsul für das Königreich Portugal tätig. Die Firma Richard Lipp & Sohn, die 1931 ihr 100-jähriges Bestehen feierte, bestand bis zum Jahre 1982 und ging dann in die Firma Ahlborn-Orael GmbH über.
Paul Beisbarth war Mitglied des Verbandes Deutscher Pianofortefabrikanten e. V. und eröffnete am 19. Juni 1929 die Hauptversammlung dieses Verbandes in Weimar mit einer Begrüßungsansprache.